# Junak našeg doba
Junak našeg doba (rus. Герой нашего времени) je roman Mihaila Jurjeviča Ljermontova, napisan 1839. godine. Nastao je u doba romantizma, ali posjeduje važne elemente psihološkog realizma, pa je stoga smatran prvim psihološkim romanom ruske književnosti.

## Osnovni opis
Radnja je smještena u četvrto desetljeće 19. stoljeća na Kavkazu. Riječ je o romantičarskom romanu koji se bavi pitanjem tzv. „suvišnog čovjeka”, bajronovskog junaka, prikazanog kroz lik mladog časnika Grigorija Aleksandroviča Pečorina.

## Struktura romana
Narativna struktura romana je kompleksna i nije kronološki organizirana. Roman se sastoji iz pet zasebnih cjelina, kratkih priča ispričanih iz različitih perspektiva, koje su koncentrirane oko glavnog lika. To su: Bela, Maksim Maksimič, Taman, Knjeginjica Meri i Fatalist.
Riječ je o revolucionarnom književnom djelu koje je specifičnom strukturom, kronološkim eksperimentima i inventivnim načinom pripovjedanja izvršilo veliki utjecaj na tokove ruske književnosti.

## Glavni junak
Pečorin je jedan od prvih ambivalentnih likova ruske književnosti, a karakteriziraju ga i snažna individualnost, melankolija, cinizam i nihilizam. On je razočarani ruski aristokrat i čovjek koji ne vjeruje ni u što pa se nekažnjeno igra ljubavlju žena i povjerenjem muškaraca. Njegova sreća je privremena, a ništa ga ne može trajno zadovoljiti, niti umiriti. On se impulsivno upušta u opasne avanture, riskira vlastiti život i uništava žene kojima je stalo do njega. Iako je sposoban osjećati, on to ne zna pokazati. Pečorin je hrabar i odlučan, ali su njegova energija i potencijal uzalud potrošeni, pa gine u dvoboju.

## Popularna kultura
Prema naslovu romana naslovljen je hrvatski športsko-dokumentarni film o hrvatskim junacima velikog uspjeha u Rusiji na svjetskome nogometnom prvenstvu 2018. godine, film Junaci našeg doba.